# My Brother the Cow
My Brother the Cow è il quarto album dei Mudhoney, pubblicato nel 1995.

## Il disco
Ad oltre dieci anni dalla sua uscita, rimane un favorito tra i fan del gruppo. Into Yer Shtik conteneva diverse allusioni fortemente critiche verso alcuni esponenti dello star system, tra cui Courtney Love, che si dichiarò molto offesa.

## Tracce
1. Judgement, Rage, Retribution And Thyme
2. Generation Spokesmodel
3. What Moves The Heart?
4. Today, Is A Good Day
5. Into Yer Shtik
6. In My Finest Suit
7. F.D.K. (Fearless Doctor Killers)
8. Orange Ball-peen Hammer
9. Crankcase Blues
10. Execution Style
11. Dissolve
12. 1995

### Bonus tracks
La versione in CD contiene una canzone in più.
1. (untitled)

La versione in LP non ha la traccia precedente ma include un 7" con sei pezzi.
1. Mudhoney Funky Butt
2. West Seattle Hardcore
3. Sissy Bar
4. Carjack '94
5. Sailor
6. Small Animals

## Formazione
- Mark Arm - voce, chitarra
- Matt Lukin - basso
- Dan Peters - batteria
- Steve Turner - chitarra